# Lotario II del Sacro Imperio Romano Germánico
Lotario de Supplinburg (hacia 1075-Breitenwang, Tirol, 4 de diciembre de 1137), llamado "el Sajón", fue emperador del Sacro Imperio Romano Germánico como Lotario II (o Lotario III) desde 1133 hasta la su muerte, en 1137.
Hijo póstumo del conde Gerhard de Supplinburg, fue proclamado Duque de Sajonia en 1106. Años más tarde, en 1125, se impuso sobre los Hohenstaufen, que apoyaban a su enemigo Conrado III. Lotario II apoyó al papa Inocencio II durante el cisma de 1130, de forma que este le coronó emperador en 1133. Cuatro años más tarde murió volviendo derrotado de una batalla contra Roger II de Sicilia.

## Vida
Lotario nació póstumamente en junio de 1075, poco después de que su padre Gebhard de Supplinburg muriera en batalla, combatiendo al emperador Enrique IV. Gebhard había sido uno de los nobles sajones que se habían opuesto a las políticas imperiales y fueron derrotados.
A lo largo de los años, Lotario fue adquiriendo tierras en toda Sajonia a través de su herencia o alianzas matrimoniales. Obtuvo los dominios de las familias Billung, Nordheim y Brunswick, siendo uno de los terratenientes más poderosos del ducado del norte.
En 1106 el hijo de Enrique IV, Enrique V, pidió ayuda a Lotario para deponer a su padre. A cambio, Lotario fue nombrado Duque de Sajonia tras la muerte del duque Magnus, que había muerto sin descendencia. Desde su nueva posición rechazó los nuevos impuestos que el nuevo emperador quiso imponer a los duques y se sublevó contra Enrique V, manteniendo Sajonia fuera del control del Imperio durante toda la Disputa de las Investiduras. En 1115 sus ejércitos derrotaron a los del emperador en la Batalla de Welfesholz.
En 1125 el emperador Enrique V murió sin descendencia legítima. Había escogido como heredero a su sobrino Federico II de Suabia, de la casa Hohenstaufen, pero esta designación no era del agrado de la nobleza que no quería ver cómo el cargo de emperador se convertía en hereditario y continuaba incrementando su poder a costa del poder local. El arzobispo y canciller imperial, Adalberto de Maguncia, vio en Lotario un buen candidato para ocupar el trono: era un terrateniente poderoso y respetado, pero al ser viejo y sin hijos podría ser fácilmente aceptado por la nobleza.
Para la elección se formó un comité formado por diez representantes de los cuatro ducados Sajonia, Suabia, Franconia y Baviera. Lotario contaba con el apoyo de su ducado y con los bávaros del duque Enrique el Orgulloso, de la Casa de Welf o Güelfos, con quien había casado a su única hija. Federico de Suabia tenía el apoyo de su hermano, el duque Conrado IV de Franconia. Finalmente Lotario se impuso y fue coronado rey por el arzobispo de Colonia el 13 de septiembre en Aquisgrán.

## Reinado
Enseguida estalló una guerra civil entre Lotario y la casa de Hohenstaufen. Los Staufens, además de las tierras sálicas que les correspondían históricamente, querían retener también todas las tierras que la Corona había incorporado bajo los reinados de los reyes sálicos Enrique IV y Enrique V. Cuando Lotario intentó hacerse con las tierras, los hermanos Federico y Conrado se sublevaron con el apoyo de sus ducados y de algunas ciudades del Imperio.
En 1127 los rebeldes eligieron en Núremberg a Conrado como antirrey, y Conrado cruzó los Alpes para hacerse coronar rey de Italia por el arzobispo de Milán. Pero los esfuerzos de Conrado para obtener apoyos en Italia no fructificaron, lo que Lotario aprovechó para apoderarse de dos de las principales ciudades opositoras: Núremberg y Espira. Finalmente, en 1135, Lotario consiguió que los Hohenstaufen se sometieran a él a cambio de perdonarles y permitirles volver a tomar posesión de sus tierras.
En 1133 Lotario fue a Italia en ayuda del papa Inocencio II, por el que había sido coronado emperador. Atendiendo las demandas de Inocencio y del emperador bizantino Juan II Comneno, emprendió una campaña contra el rey normando Roger II de Sicilia. Acompañado por su yerno, el duque Enrique el Orgulloso de Baviera, marcharon hacia el sur de Italia. Lotario se apoderó de Capua y Apulia. Sin embargo, la negativa del ejército germano a combatir bajo el caluroso sol de verano y las intromisiones del Papado en los territorios conquistados hicieron que se desdijera de conquistar la totalidad del reino de Roger.
El 4 de diciembre de 1137, murió Lotario mientras cruzaba los Alpes de regreso a Alemania. Fue enterrado en la iglesia de San Pedro y San Pablo que él mismo había fundado en Königslutter. Aunque Lotario había querido que el Imperio pasara a Enrique el Orgulloso, los Hohenstaufen lograrían hacerse con el poder.

## Nupcias y descendencia
Hacia el año 1100 Lotario se casó con Richenza de Northeim (v. 1088 a 1141). Tuvieron sólo una hija: Gertrudis de Süpplingenburg (1115-1143), que se casaría con el duque Enrique X de Baviera y Sajonia; y sería la madre de Enrique el León.